# Problemata Aristotelis
Problemata Aristotelis (Gadki … o składności człowieczych członków) – utwór Andrzeja Glabera wydany w 1535 w Krakowie.
Utwór jest prawdopodobnie przekładem niemieckiego dzieła Problemata Aristotelis, wydanego w Ulm w 1500. Zawiera popularne w średniowieczu wywody na temat porządku, w jakim Stwórca budował ludzkie ciało, odwołujące się do zniekształconej myśli Arystotelesa. W związku z tym porządkiem postać człowieka powinna być opisywana w określonej kolejności: głowa (włosy, czoło, brwi, oczy, policzki, nos, usta, zęby, broda), tułów, nogi, ubiór.